# Process Hacker
Process Hacker — бесплатная утилита с открытым исходным кодом для мониторинга системных процессов и служб, запущенных под управлением 32-битных и 64-разрядных операционных систем семейства Windows, используемая как замена или дополнение диспетчера задач Windows.
Список всех процессов может быть представлен в разнообразных видах, включая простой или древовидный, отображение скрытых процессов и прочие. Подобный список служб и сервисов даёт возможность оперативно ими управлять (остановка, запуск, удаление). Конкретные процессы, которые относятся только лишь к одному приложению, объединены в специальные группы, а также помечены одним цветом. Мониторинг и контроль также осуществляется и за динамическими библиотеками DLL, а также обнаружению и полному уничтожению руткитов.
Основные возможности:
- завершение любых процессов (в том числе антивирусов и файерволов, благодаря драйверу программы, который работает в режиме ядра);
- просмотр статистики процессов;
- отображение графиков производительности;
- полная история выполнения процесса;
- настраиваемый вид дерева списка с цветовой подсветкой;
- просмотр выделенной процессом памяти;
- отладка исполняемых программ;
- чтение и правка дескрипторов безопасности для процессов, потоков, маркеров;
- обнаружение скрытых процессов и оперативное их завершение;
- простая выгрузка DLL;
- просмотр и закрытие сетевых подключений;
- отсоединение от отладчиков.

С июня 2022 года программа стала разрабатываться командой WinsiderSS и приобрела новое название — System Informer